# Juan Pando Despierto
Juan Pando Despierto (Madrid, 1943-20 de diciembre de 2024) fue un historiador y fotógrafo español.

## Formación
Juan Pando nació en el seno de una familia con antecedentes militares y era hijo del fotógrafo Juan Pando Barrero. Recibió una triple formación: la histórica, la militar y el contacto directo con el mundo de la fotografía profesional. Se doctoró en Geografía e Historia, en 1993, con la tesis El mundo militar a través de la fotografía: España y el hecho internacional 1861-1921: Valores estéticos, sociológicos y políticos, dirigida por José Enrique García Melero en la UNED.

Juan Pando ha realizado una labor de investigación destacada en el campo de la fotografía histórica y junto a su padre fueron el núcleo del Archivo Pando, hoy custodiado por el Instituto del Patrimonio Cultural de España. De hecho, su primera vocación fue la fotografía, obteniendo distintos galardones en el campo de la fotografía en color durante la década de los setenta. Su trabajo como historiador arranca a partir de su tesis, en la década de los noventa.
Su labor docente se ha reducido a la de profesor de Relaciones Internacionales en los cursos del Magíster (para licenciados y doctorandos) en la Facultad de Ciencias de la Información de la Universidad Complutense de Madrid (1994-1996). También ha sido profesor de Historia y Relaciones Internacionales en la Facultad de Ciencias de la Información de la Universidad SEK (en Segovia), en 2001-2002.
También fue ponente del XXXII Curso de ALEMI (Altos Estudios Militares), en el CESEDEN -septiembre a noviembre de 1992- en el que fueron redactadas las bases del proyecto “De la Reserva en la Defensa Nacional".

## Obra
La obra de Juan Pando gira alrededor de dos ejes principales:
- La historia militar contemporánea, haciendo especial hincapié en las guerras africanas de España.
- La imagen, y en particular la fotografía, como medio de transmisión de valores estéticos, sociológicos y políticos.

También ha tratado temas colaterales como la presencia de hispanoamericanos y filipinos en las guerras africanas. Cabe destacar su monumental estudio acerca de la política humanitaria de Alfonso XIII durante la I Guerra Mundial que publicó con el título Un rey para la esperanza.
Notorio francófilo e iberista, Pando defiende un profundo entendimiento de España con Portugal y Francia.

Además de sus libros, hay que destacar la considerable producción de artículos de Juan Pando publicados en prestigiosas revistas de Historia del Arte e Historia General como Espacio Tiempo y Forma, Reales Sitios, Historia 16, Descubrir el Arte, La Aventura de la Historia o Madrid Histórico así como en la prensa diaria (un artículo suyo en Diario 16 recibió el Premio Ejército). También ha sido comisario de la exposición El Sueño de Ultramar, en la Biblioteca Nacional.

### Libros
- El mundo militar a través de la fotografía (1840-1927), 3 vols., Madrid, Ministerio de Defensa, 2007-2008. ISBN 978-84-9781-273-3 (obra completa). Vol I: (1840-1898) ISBN 978-84-9781-274-0; Vol II: (1899-1927) ISBN 978-84-9781-389-1; Vol III: (1899-1927) ISBN 978-84-9781-440-9
- Un rey para la esperanza: la España humanitaria de Alfonso XIII en la Gran Guerra, Madrid, Temas de Hoy, 2002. ISBN 84-8460-188-9
- Hombres de América que lucharon en África: argentinos, antillanos y españoles en la guerra de Marruecos (1921-1927), y antecedentes de esa fraternidad sociomilitar, Madrid, Casa de América, 2000 ISBN 84-88490-28-3
- Historia secreta de Annual, Marid, Temas de Hoy, 1999 ISBN 84-7880-971-6
- Medios acorazados: diseño, estrategia y función, Madrid, Ejército de Tierra. Estado Mayor. Servicio de Publicaciones, 1991

### Libros en colaboración
- Con Andrés de Blas Guerrero, Nacionalismos y asociacionismo internacional: de los grandes imperios a la globalización y compartimentación de las naciones: curso 1997-1998 (programa de formación del profesorado), Madrid, UNED, 1997. Colección Textos de educación permanente. DL M 42915-1997
- Con José Enrique García Melero, El "ojo mágico" y la "mano creadora": nexos e influencias entre la fotografía y la pintura en el siglo XIX: addenda, Madrid, UNED, 1995. Educación permanente. "Programa de enseñanza abierta a distancia". DL M 23402-1995

### Capítulos de obras colectivas
- "Ultramar en España, España por ultramar" en El Sueño de ultramar, (coord.) por Juan Pando, Madrid, Biblioteca Nacional, 1998. ISBN 84-88699-34-4. NIPO 180-98-007-2. pags. 89-98
- "Una guerra anunciada: inercias y realidades" en Exposición España fin de siglo, 1898: salas de Exposiciones del Ministerio de Educación y Cultura [del] 13 de enero-29 de marzo de 1998: Centre Cultural de la Fundación "la Caixa" [del] 20 de mayo-26 1998 de julio de 1997, ISBN 84-7664-600-3, pags. 323-333
- "Las conversaciones Prim-Sickles: España-Cuba-Estados Unidos en 1868-1870" en Antes del desastre: orígenes y antecedentes de la crisis del 98, (coord.) por Antonio Niño Rodríguez, Juan Pablo Fusi Aizpurua, Madrid, Universidad Complutense de Madrid, Departamento de Historia Contemporánea, 1996. ISBN 84-600-9351-4. págs. 359-378

### Selección de artículos
- "Retrato de un mundo perdido: Historia abreviada de la familia Cánovas, su relación con la política y con el mundo del arte de la fotografía en el Madrid del siglo XX: Don Kaulak", Madrid Histórico, ISSN 1885-5814, n.º 4, julio-agosto de 2005
- "Prim, asesinado (II)", Madrid Histórico, ISSN 1885-5814, n.º 2, marzo-abril de 2005
- "Prim, asesinado (I)", Madrid Histórico, ISSN 1885-5814, n.º 1., enero-febrero de 2005
- "Alhucemas: última pesadilla en el Rif", La Aventura de la historia, ISSN 1579-427X, N.º. 23, 2000, pags. 22-29
- "Defensas de la vida y el Derecho. Ética y política asistencial de Alfonso XIII en la Gran Guerra", Reales sitios: Revista del Patrimonio Nacional, ISSN 0486-0993, N.º 146, 2000, pags. 58-67
- "El ojo de la guerra: el espejismo de Zanjón",La Aventura de la historia, ISSN 1579-427X, N.º. 20, 2000, pags. 118-119
- "El ojo de la guerra: lucha por el trono", La Aventura de la historia, ISSN 1579-427X, N.º. 16, 2000, pags. 100-102
- "El hijo de Silvestre", La Aventura de la historia, ISSN 1579-427X, N.º. 19, 2000, pags. 36-40
- "El ojo de la guerra: la Guerra de Oriente", La Aventura de la historia, ISSN 1579-427X, N.º. 18, 2000, pags. 115-117
- "El ojo de la guerra: murieron con las botas puestas", La Aventura de la historia, ISSN 1579-427X, N.º. 17, 2000, pags. 88-91
- "El ojo de la guerra: aquella guerra tan bonita", La Aventura de la historia, ISSN 1579-427X, N.º. 6, 1999, pags. 96-98
- "El ojo de la guerra: la camisa del archiduque", La Aventura de la historia, ISSN 1579-427X, N.º. 9, 1999, pags. 86-88
- "El ojo de la guerra: azules y grises II", La Aventura de la historia, ISSN 1579-427X, N.º. 11, 1999, pags. 98-100
- "El ojo de la guerra: la aparición de los muertos", La Aventura de la historia, ISSN 1579-427X, N.º. 8, 1999, pags. 130-131
- "El ojo de la guerra: comunistas y versallistas", La Aventura de la historia, ISSN 1579-427X, N.º. 14, 1999, pags. 96-97
- "El ojo de la guerra: azules y grises (III)", La Aventura de la historia, ISSN 1579-427X, N.º. 12, 1999, pags. 94-95
- "El ojo de la guerra: azules y grises (I)", La Aventura de la historia, ISSN 1579-427X, N.º. 10, 1999, pags. 94-96
- "El ojo de la guerra: los prusianos en París", La Aventura de la historia, ISSN 1579-427X, N.º. 13, 1999, pags. 100-101
- "El entierro del Maine", Historia 16, ISSN 0210-6353, N.º 262, 1998, pags. 22-35
- "Cascorro, 'Hombre' y estatua", Anales del Museo de América, ISSN 1133-8741, N.º. 6, 1998, pags. 49-58
- "Un año después de Annual. La pesadilla africana en la España de 1922, Historia 16, ISSN 0210-6353, N.º 260, 1997, pags. 8-17
- "La defensa de Cascorro: la hazaña de Eloy Gonzalo, el expósito que llegó a héroe popular en la guerra de Cuba, Historia 16, ISSN 0210-6353, N.º 254, 1997, pags. 8-15
- "La hora de las responsabilidades: otoño de 1921: España pide cuentas por la derrota en el Rif", Historia 16, ISSN 0210-6353, N.º 248, 1996, pags. 21-30
- "La pesadilla del Gurugú: la tragedia española en Marruecos en el otoño de 1921", Historia 16, ISSN 0210-6353, N.º 247, 1996, pags. 19-38
- "Catástrofe española en el Rif", Historia 16, ISSN 0210-6353, N.º 244, 1996, pags. 12-32
- "El desastre de Annual", Historia 16, ISSN 0210-6353, N.º 243, 1996, pags. 12-30
- "Cartas a la Reina: Los capitanes generales de Cuba, Martínez Campos, Weyler y Blanco ante la guerra, 1895-98", Historia 16, ISSN 0210-6353, N.º 242, 1996, pags. 23-34
- "La ayuda española a los prisioneros en la Gran Guerra", Historia 16, ISSN 0210-6353, N.º 227, 1995, pags. 27-38
- "Desnudar el asombro: cuerpo y mente de la feminidad en el arte", Espacio, Tiempo y Forma. Serie VII: Historia del Arte, ISSN 1130-4715, N.º 8, 1995, pags. 333-354
- "Las relaciones sureuropeas con el Magreb",Cuadernos de Estrategia, 1994
- "Pintura y fotografía en el alba de sus vanguardias: sumisiones, fusiones y revoluciones",Espacio, Tiempo y Forma. Serie VII: Historia del Arte, ISSN 1130-4715, N.º 7, 1994, pags. 365-382
- "Agua y tiempo en el Arte", Espacio, Tiempo y Forma. Serie VII: Historia del Arte, ISSN 1130-4715, N.º 6, 1993, pags. 647-672
- "Renacimiento o desintegración: por un nuevo estado", Cuadernos Republicanos, 1993
- "Argelia, el terremoto islámico: La perla de Francia: conquista, colonización e independencia 1830-1962", Historia 16, ISSN 0210-6353, N.º 197, 1992, pags. 7-18
- "Hombre-Mujer, dos autores para una misma obra (fotografía de la personalidad)", Espacio, Tiempo y Forma. Serie VII: Historia del Arte, ISSN 1130-4715, N.º 5, 1992, pags. 535-574
- "El arte del horror: grafismo y propaganda en la Segunda Guerra Mundial", Historia 16, ISSN 0210-6353, 1991, Nº185, pags. 98-107
- "Grandeza y dificultades de una idea: la realidad saharaui frente a los realismos panárabes", África América Latina. Cuadernos, ISSN 1130-2569, 1991, N.º 6, págs. 39-46
- "URSS-USA: las artes de sus ideales en la fotografía", Espacio, Tiempo y Forma. Serie VII: Historia del Arte, ISSN 1130-4715, N.º 4, 1991, pags. 459-486
- "De Gaulle: la 'Grandeur'", Historia 16, ISSN 0210-6353, 1990, N.º 171, págs. 93-111
- "La fotografía y lo militar: su filosofía y su estética", Espacio, Tiempo y Forma. Serie VII: Historia del Arte, ISSN 1130-4715, N.º 3, 1990, pags. 307-332
- "La II Guerra Mundial: hombres, armas y tácticas", Historia 16, ISSN 0210-6353, N.º 162, 1989, pags. 22-34
- "Españoles en Oriente: campañas del Danubio y Crimea", Revista de Historia Militar, ISSN 0482-5748, 1987, N.º 62, pags. 93-146,
- "Napoleón en España", Historia 16, ISSN 0210-6353, N.º 129, 1987, pags. 39-56
- "Calles que llaman de...", Alfoz, ISSN 0212-5064, 1986, N.º 30-31, págs. 8-9
- "De Bailén a Somosierra: el nudo fatal", Revista de Historia Militar, ISSN 0482-5748, 1985, N.º 58, págs. 105-134
- "El ocaso del nazismo: Remagen, estocada al Reich", Historia 16, ISSN 0210-6353, N.º 107, 1985, pags. 11-23
- "Sesenta años después: Alhucemas", Historia 16, ISSN 0210-6353, N.º 114, 1985, pags. 23-31
- "El espanto de Montecasino: cuarenta aniversario del sangriento avance hacia Roma", Historia 16, ISSN 0210-6353, N.º 95, 1984, pags. 67-74
- "Tarawa", Historia 16, ISSN 0210-6353, N.º 92, 1983, pags. 59-70
- "Gallipoli: fracaso y muerte", Historia 16, ISSN 0210-6353, N.º 89, 1983, pags. 63-74
- "Monte-Muru, la última batalla", Historia 16, ISSN 0210-6353, N.º 76, 1982, pags. 21-36
- "Se rinden los casacas rojas: los ingleses abandonan Menorca, 1782", Historia 16, ISSN 0210-6353, N.º 70, 1982, pags. 49-60
- "El milagro del Vistula", Historia 16, ISSN 0210-6353, N.º 56, 1980, pags. 91-100
- "El Ebro: españoles al matadero", Historia 16, ISSN 0210-6353, N.º 28, 1978, pags. 19-36
- "La derrota de Euzkadi: cuarenta aniversario del hundimiento republicano en el Frente Norte", Historia 16, ISSN 0210-6353, N.º 15, 1977, pags. 52-62

### Obra en prensa
Editorialista y articulista en Diario 16, El Sol, El Independiente, La Clave y Ya; articulista en Cambio 16, Revista de Historia Militar y Revista Española de Defensa, gran parte de la obra de Pando se encuentra dispersa en las hemerotecas. Se pueden dar algunos artículos a título de ejemplo:

Sobre las relaciones hispano-marroquíes y el norte de África:

En El País
- España y Marruecos, la hora final, 19.11.1984
- Política de Estado y tiempo social en África, 7.7.1986
- Referéndum de cristal 6.11.1988
- Ecuanimidad ante Marruecos, 16.6.1991

En El Sol
- "Los árboles ocultos del Izzumar", 23.7.1991
- "Marruecos, viaje a una estética", 5.8.1991
- "Marruecos, retrato de un universal", 6.8.1991
- "Argelia, la bandera extraviada", 7.8.1991

En El Mundo:
- España y Marruecos: la igualdad deseada, 25.7.1999
- Las expectativas de un rey (homenaje a Juana Labajos), 27.7.1999
- Viaje a la región oscura, 14.10.1999
- Comparación entre dos transiciones, 14.11.1999

Sobre la guerra de Yugoslavia, en El Mundo:
- Esta guerra está muerta 7.5.1999
- Se rompe la cadena de la guerra 23.5.1999

Sobre las relaciones de España y Portugal, en El País
- España y Portugal ¿autistas o federales? 27.5.1989

### Premios

#### Fotografía
- Premio Nacional de Fotografía Turística 1973: 1.er premio en la modalidad de foto en color
- Premio Villa de Madrid, I Concurso Fotográficos de Iluminaciones Madrileñas 1972-1973: 1.er premio en la categoría de fotografías individuales en color.
- Premio Villa de Madrid, Iluminaciones Madrileñas 1974-75: 1.er premio en la categoría de fotografías individuales en color
- Premio Villa de Madrid 1976, Kaulak: accésit.
- Premios Villa de Madrid 1977, Kaulak: 1.er premio
- Premios Villa de Madrid, 1978, Kaulak: accésit
- Maître photographe européen (Châlons-sur-Saöne, Borgoña), septiembre de 1978; Meister europäische photographie (en Colonia, octubre de 1978)
- Premio de Urbanismo, Arquitectura y Obras Públicas del Ayuntamiento de Madrid, 9 de junio de 1992

#### Premios de Periodismo e Investigación
- Ha sido galardonado en dos ocasiones con el Premio Ejército de Periodismo, en 1991 por sus artículos en El Sol “Ejército, Estado, Pueblo”, “Estado, Ejército y Sociedad” y “Hombre y Ejército”, y en 1995 (BOE 18/9/1995) por su artículo «Ejército, Estado y Sociedad: La reforma», publicado en Diario 16 el 15 de abril de 1994.
- También recibió la Mención Especial al Premio Ejército de Investigación en 1994 por su trabajo De Annual a Bab Taza (1921-1927). Tragedia y grandeza de la epopeya española en Marruecos. Antecedentes, Responsabilidades y Conclusiones.
- Premio Elcano de Periodismo en 1992
- Finalista del Premio Hucha de Oro de cuentos (Hucha de Plata) por el cuento “El zapato sin carbón” (1973).

### Actividades deportivas
- 2 veces campeón de España de tiro (olímpico y defensa), en 1970 y 1976
- 4 veces subcampeón de España de tiro en 1970 (dos), 1976 y 1977

### Más información
- Un artículo (enlace roto disponible en Internet Archive; véase el historial, la primera versión y la última). en el XL Semanal sobre "El mundo militar a través de la fotografía"
- Un artículo en El Mundo sobre la exposición "El Sueño de Ultramar"

- Datos: Q3187761